# A Morning Bath
A Morning Bath ist ein US-amerikanischer Stummfilm aus dem Jahr 1896. Regie führte James H. White. Der Film wurde am 31. Oktober 1896 veröffentlicht.

## Filminhalt
Eine Frau badet ihr Baby und überschüttet es mit jeder Menge Shampoo. Dabei lächelt und lacht sie in die Kamera.

## Hintergrundinformationen
Der Film wurde im Edison Filmkatalog mit den Worten: Mammy is washing her little pickaninny. She thrusts him, kicking and struggling, into a tub full of foaming suds. beworben.
Die Frau und das Baby sind Afroamerikaner.